# Графічна бібліотека
Графічна бібліотека — це бібліотека підпрограм, призначена для відтворення комп'ютерної графіки на екрані. Зазвичай вона надає оптимізовані версії функцій, які виконують рендеринг. Це може здійснюватись виключно програмним шляхом і виконуватись центральним процесором (поширено у вбудованих системах), або з залученням апаратного прискорення за допомогою графічного процесора (поширеніше в персональних комп'ютерах). Використовуючи ці функції, програма може підготувати зображення для виведення на монітор. Це звільняє програміста від самостійного створення і оптимізації цих функцій і дозволяє зосередитися на побудові власне графічної програми. Графічні бібліотеки переважно використовуються у відеоіграх та симуляторах.
| ОС              | Vulkan             | DirectX  | GNMX | Metal       |
| --------------- | ------------------ | -------- | ---- | ----------- |
| Windows 10      | Free, Nvidia і AMD | Free, MS | ні   | ні          |
| Mac             | Free, MoltenVK     | ні       | ні   | Free, Apple |
| GNU/Linux       | Free               | ні       | ні   | ні          |
| Android         | Free               | ні       | ні   | ні          |
| iOS             | Free, MoltenVK     | ні       | ні   | Free, Apple |
| Tizen           | розробляється      | ні       | ні   | ні          |
| Sailfish        | розробляється      | ні       | ні   | ні          |
| Xbox One        | ні                 | Free     | ні   | ні          |
| Orbis OS (PS4)  | ні                 | ні       | Free | ні          |
| Nintendo Switch | Free               | ні       | ні   | ні          |

У назві деяких API використовується скорочення GL (графічна бібліотека), наприклад, OpenGL і WebGL.

## Приклади
- MIT X Window System
- Display PostScript[en]
- Apple Macintosh QuickDraw[en]
- cairo[1]
- Clutter[2]
- DirectX[3] — бібліотека, створена Microsoft, для роботи під операційними системами Windows і «Direct» Xbox
- emWin[4] — вбудована графічна бібліотека
- FLTK[5] — інструментарій і графічна бібліотека ГІК
- Mesa 3D[6] — бібліотека, яка реалізує OpenGL
- MiniGL[en][7] — низка неповних реалізацій OpenGL
- Open Inventor[en][8]
- Qt[9] — бібліотека для кросплатформних застосунків
- SFML[10]
- Simple DirectMedia Layer[11]
- Allegro[en]
- Skia Graphics Library[12]
- SIGIL [Архівовано 5 грудня 2020 у Wayback Machine.][13] — бібліотека звуку, вводу та інтеграції графіки